# Crocodile Hunter Diaries
De Crocodile Hunter Diaries is een serie over Australia Zoo, de dierentuin van Steve Irwin. 
In deze serie wordt het alledaagse doen en laten in Australia Zoo gefilmd. Naast Steve en Terri Irwin komen er ook een hoop andere mensen in voor, zoals Steves vriend Wes, zijn kind Bindi en een hoop medewerkers. De serie laat alles zien wat er in de dierentuin gebeurt, van het verhuizen van een krokodil tot het vangen van een ontsnapte emoe. Ook gaat de serie mee met de reddingsdienst van Australia Zoo, die aangereden dieren redt en bijvoorbeeld slangen uit huizen haalt.